# Östra hamnen, Hangö
Östra hamnen är en småbåtshamn i Hangö stad i sydvästra Finland. I Östra hamnen finns båtbryggor för såväl lokalbefolkningen, båtturister som sightseeingbåtar. För båtturisterna finns en gästhamn, Hangö gästhamn (finska: Hangon vierasvenesatama). På skäret Smultrongrundet som utgör en del av Östra hamnens vågbrytare finns ytterligare en småbåtshamn, Östersjö Port (finska: Itämeren Portti).  Båda hamnarna erbjuder fullständig service. Hangö gästhamn är Finlands största och drivs av Hangö stad, medan Östersjö Port drivs i aktiebolagsform.
Hangö gästhamn har (år 2016) tre gästbryggor, och Östersjö Port har totalt 220 båtplatser (efter tillstånd från hamnkontoret kan lediga platser i hamnen få användas av gästande båtar). Inseglingen är fyrbelyst från öst, och obelyst från väst. 
I Östra hamnen anordnas mängder av sommarevenemang, varav Hangöregattan är den mest kända.  

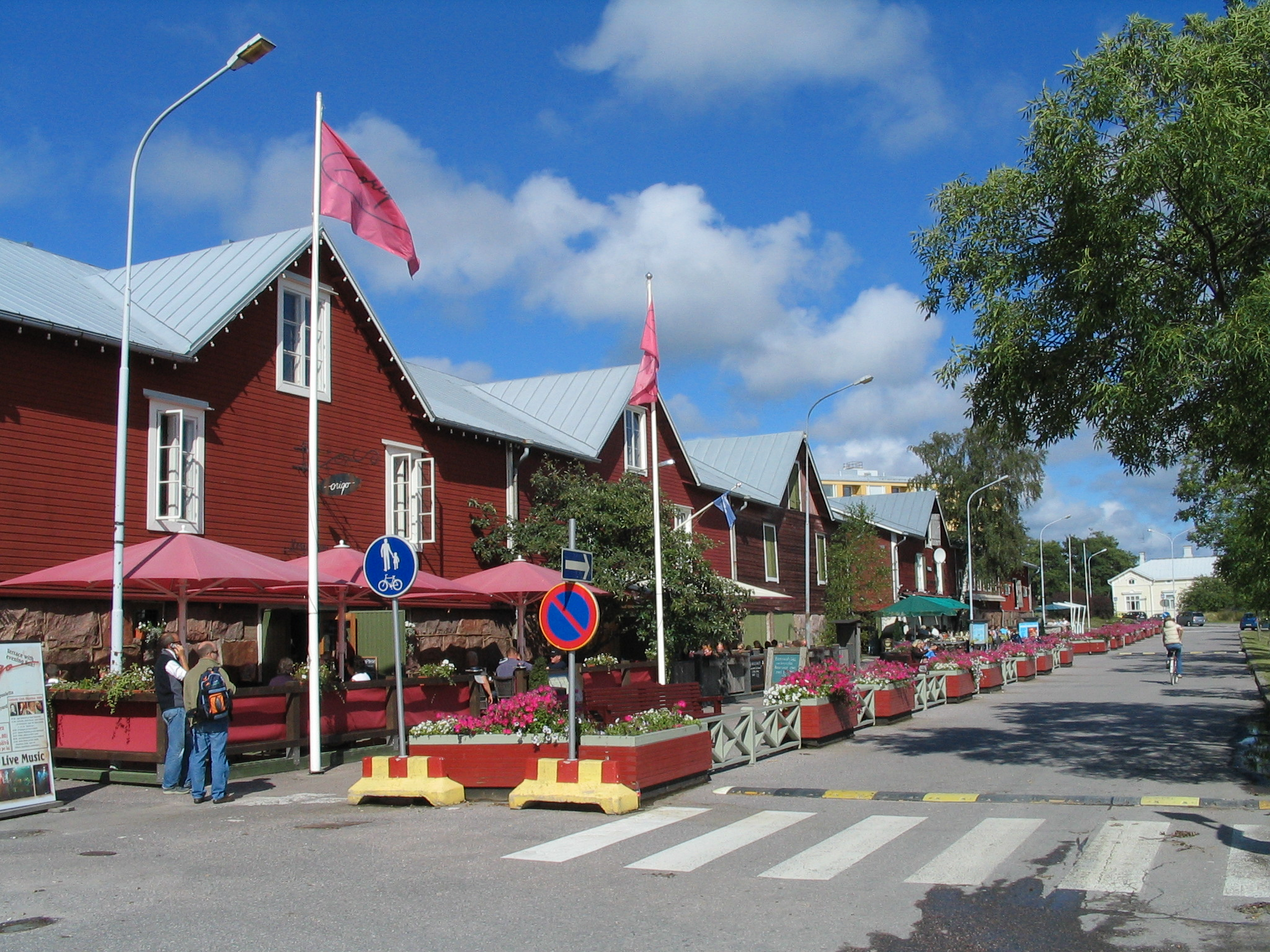
Restauranger i Östra hamnen i Hangö.

I Östra hamnens gamla magasin finns numera ett antal restauranger. De flesta restaurangerna är endast öppna under sommarsäsongen. Strax bakom de gamla magasinsbyggnaderna ligger i dag Hangö museum inhyst i en fästningsbyggnad från 1800-talets början. 
Östra hamnen har turisttrafik till bland annat Finlands högsta fyr, Bengtskär. 

## Historik
Östra hamnen byggdes som en del av Hangö hamn i slutet av 1800-talet i en skyddad bukt av Östra viken. Hamnen byggdes, närmare bestämt, strax före Hangö stads grundande 1874. Sedermera har Östra hamnen så småningom omvandlats till vad den är i dag, en hamn för både fritidsbåtar och sightseeingbåtar. 